# 茶在各種語言中的稱呼
茶在不同語言的稱呼有所差異。在茶的發源地中国，各地漢族語言对“茶”的發音不尽相同，以致茶传播至世界各地时的叫法也不同。

## 漢字名稱
| 名 | 普通話/國語發音 |
| -- | --------------- |
| 茶 | chá/ㄔㄚˊ       |
| 荼 | tu/ㄊㄨˊ        |
| 茗 | míng／ㄇㄧㄥˊ   |
| 檟 | jiǎ／ㄐㄧㄚˇ    |
| 蔎 | shè／ㄕㄜˋ      |
| 荈 | chuǎn／ㄔㄨㄢˇ  |

檟，苦荼。（郭璞注：樹小，似梔子，冬生。葉可煮作羹飲。今呼早採者為荼，晚取者為茗，一名荈。蜀人名之苦荼。《茶經》云：一曰茶，二曰檟，三曰蔎，四曰茗，五曰荈。早採曰茶，次曰槚，又其次曰蔎，晚曰茗，至荈則老葉矣。蓋以早為貴也。六經中无茶，蓋荼即茶也）——《爾雅》
荼，苦荼也。（注：釋艸、邶毛傳皆云。荼、苦菜。唐風采苦采苦傳云。苦、苦菜。然則苦與荼正一物也。）
蔎，香艸也。——《說文解字》
世謂古之荼卽今之茶，不知荼有數種，惟荼檟之荼卽今之茶也。——《野客叢書》
茶之始，其字爲荼，如《春秋》齊荼、《漢志》荼陵之類。陸、顏諸人，雖已轉入茶音，未嘗輒攺字文。惟陸羽、盧仝以後，則遂易荼爲茶。其字从艸从人从木。○按《漢書·年表》荼陵。師古註：荼音塗。《地理志》茶陵从人从木。師古註：弋奢反，又音丈加反。則漢時已有荼、茶兩字，非至陸羽後始易荼爲茶也。——《正字通》引《魏了翁集》
茗，茶芽或晚採的茶；也泛指茶。——《玉篇》
其字，或從草，或從木，或草木並。（從草，當作「茶」，其字出《開元文字音義》；從木，當作「㮠」，其字出《本草》；草木並，作「荼」，其字出《爾雅》。）其名，一曰茶，二曰檟，三曰蔎，四曰茗，五曰荈。〈周公雲︰「檟、苦荼。」揚執戟雲︰「蜀西南人謂茶曰蔎。」郭弘農雲︰「早取爲荼，晚取爲茗，或一曰荈耳。」）——陸羽《茶經》<一之源>
茶，（鶴山集雲，茶之始其字为荼。玉篇雲，荼，除加切）一名檟，一名茗，一名荈，〈爾雅云，檟，苦荼。注雲，早採者为荼，晚取者为茗，一名荈，蜀人名之苦荼。）一名蔎，（方言云，蜀西南人謂荼曰蔎。）——《御定佩文齋廣群芳譜》卷十八
古文無茶字，本草作荼，蓋藥品，非日用之物。——劉源長《茶史》卷一
荈，晚採的茶。——《集韻》
茶一字的早期寫法是荼，據說是作為藥品。後來有人去掉一橫造成“茶”字，分立出來表示今義，大約是在中唐。茶从原産地雲南地区往四川、江南以及長江流域传播，推定当时使用「荼」字并配以「dia／ㄉㄧㄚ」或「tia／ㄊㄧㄚ」的发音（反切为：澄麻切）。

據說早採的茶叫「荼/茶」，次摘的茶叫“槚”，第三次摘的叫“蔎”，晚採的叫“茗”，葉子已經老了的叫“荈”。一說蜀西南人稱茶為蔎。“茶”一字最早的書面記載是西漢王褒的《僮約》，提到了“武都買荼”、“烹荼盡具”。現今還在廣泛使用的，是“茶”、“茗”這兩個稱呼。近年來，又有“茗茶”一謂。

日語的「茶」字發音包括：吴音（ja）、漢音（ta）、唐音（sa）等。惯用音的（cha）为院政時代的《色葉字類抄》所提及，可能在产生漢音和唐音之間的時期传入日本。朝鮮語漢字音也存在（da）和（cha）的发音，当表示植物、飲料的茶的場合则使用（cha）。越南语的茶的字音包括标准汉越音的，和漢喃音的。

## 漢字文化圈以外語言对「茶」的称呼
世界各種语言中具有「茶」的意思的词语的起源，主要为「ㄑㄧㄚ」（chya）音系統和「ㄉㆤˆ∕tê(te˨˦)」（tê）音系統。「ㄑㄧㄚ」音系統主要由陆路传播，地理大发现以后的传播主要由粤语读音「ㄑㄧㄚ」（ch'a或ts'a）和闽南语的读音「ㄉㆤˆ∕tê(te˨˦)」（白話字：tê）而来。葡萄牙主要从澳门进口茶，葡萄牙語的发音也为「ㄑㄧㄚ」（葡萄牙語的「chá」的發音為「ㄒㄧㄚ」）。而荷兰则主要从福建厦门、台灣一帶进口茶，从荷兰输入茶的国家、如英國等，则多存在「ㄉㆤˆ∕tê」的发音，因此一般认为「ㄉㆤˆ∕tê」音多由海路传出，也造成了英文中「tea」這個詞的由來。在汉字文化圈外，具有「茶」这个意思的单词的语言中，都不属于这两个系统的则十分罕见。

### 以「ㄑㄧㄚ／chya」音为源的语言
- 陸路传播或地理大发现以前的海路传播
  - 泰語（ ，而泰北的蘭納地方的讀音則為 mîaŋ[12]）、他加祿語（tsaa）
  - 藏語、尼泊爾語（चिया ciyā）、印地語（चाय cāe）、乌尔都语（‎）、孟加拉語（চা cā）
  - 波斯語（‎）、土耳其語（çay）、阿拉伯語（‎ shāy）、斯瓦希里语（chai）
  - 希臘語（τσάι tsai）、保加利亞語（чай chai）、羅馬尼亞語（ceai）、塞爾維亞語（чај/čaj）、克羅地亞語（čaj）、阿爾巴尼亞語（çaj）、捷克語（čaj）、斯洛伐克語（čaj）
  - 烏克蘭語、俄語（чай chai）
- 從澳門引入詞匯「茶」
  - 葡萄牙語（chá）

### 以「ㄉㆤˆ∕tê」音为源的语言
- 從荷蘭引入「茶」的國家（含荷蘭的旧殖民地）
  - 荷蘭語（thee）、英語（tea）、德語（Tee）、匈牙利語（tea）、意第緒語、希伯来语（‎ te）
  - 法語、西班牙語（té）、意大利語（tè）
  - 丹麥語、挪威語、瑞典語、芬蘭語（tee）、愛沙尼亞語（tee）、拉脫維亞語、冰島語
  - 拉丁語（thea）；从拉丁语（茶之药）引入的：
    - 波蘭語（herbata），立陶宛語（arbata）

  - 亞美尼亞語（թեյ t'ey）
  - 印度尼西亞語（teh）

- - 从英國引入的，英國的旧殖民地
    - 馬來語（teh）
    - 泰米爾語（தேநீர் tēnīr）、僧伽罗语（තේ tē）

### 不屬于上述几系統的語言
- 缅甸语 (lapet)
- 邵語 (pushawil)
- 布農語 (savil)